# Washington County, Florida

För andra countyn med samma namn, se Washington County.  
 Washington County är ett county i nordvästra delen av delstaten Florida. Countysätet Chipley ligger cirka 125 kilometer väster om delstatens huvudstad Tallahassee och cirka 25 kilometer söder om gränsen till delstaten Alabama. Countyt har fått sitt namn efter George Washington, USA:s förste president. 
Countyt är ett så kallat ”dry county” vilket innebär att all alkoholförsäljning är förbjuden i countyt.

## Geografi
Enligt United States Census Bureau har countyt en total area på 1 595 km². 1 502 km² av den arean är land och 93 km²  är vatten. 

### Angränsande countyn
- Holmes County, Florida - nord
- Jackson County, Florida - nordöst
- Bay County, Florida - syd
- Walton County, Florida - väst

### Större städer och samhällen
- Chipley